# Brian Schmidt
Brian Schmidt, punim imenom Brian Paul Schmidt (Missoula, Montana, 24. veljače 1967.), australski astrofizičar. Diplomirao (1992.) i doktorirao (1993.) na Harvardovu sveučilištu u Cambridgeu. U Zvjezdarnici Mount Stromlo u Australiji (od 1995.) mjeri sjaj i crveni pomak supernova dalekoga svemira, što ga je dovelo do otkrića kojim se potpuno promijenila kozmologija. Otkrio je da se širenje svemira ubrzava, za što je s A. Riessom i S. Perlmutterom 2011. dobio Nobelovu nagradu za fiziku.